# Сиотани, Цукаса
Цукаса Сиотани (яп. 塩谷 司 Сиотани Цукаса,  род. 5 декабря 1988, Комацусима, Токусима) — японский футболист, защитник клуба «Санфречче Хиросима».

## Карьера
На протяжении своей футбольной карьеры выступал за «Университет Кокусикан» в университетских соревнованиях и «Мито Холлихок» во втором дивизионе.
В августе 2012 года перешёл в «Санфречче Хиросима», дебютный матч за команду в Джей-лиге сыграл 15 сентября 2012 года против «Вегалта Сэндай», выйдя на замену на 92-й минуте вместо Хиронори Исикавы. В своём первом сезоне защитник сыграл всего три матча, а его команда выиграла чемпионский титул. В том же году принял участие в Клубном чемпионате мира ФИФА, сыграл один матч.
Со следующего сезона стал основным игроком команды. Первый гол за клуб забил 11 мая 2013 года в ворота «Оита Тринита», гол стал единственным в этой встрече. В 2013 году помог своей команде защитить чемпионский титул, в 2015 году также стал чемпионом Японии.

## Национальная сборная
В 2014 году сыграл за национальную сборную Японии 2 матча, дебютировал 10 октября 2014 года в игре против Ямайки. В 2015 году был в составе сборной на Кубке Азии, но на поле не выходил.
В декабре 2018 года был включён в заявку на Кубок Азии 2019. 17 января во третьем матче группового этапа против Узбекистана отличился голом (2:1).

## Достижения

### Командные
- чемпион Японии (3): 2012, 2013, 2015
- Обладатель Суперкубка Японии (3): 2013, 2014, 2016
- Финалист Кубка Японии: 2013
- Финалист Кубка японской лиги: 2014

### Индивидуальные
- Включён в символическую сборную Джей-лиги (3): 2014, 2015, 2016